# Vladimir Gojković
Vladimir Gojković (cyryl. Владимир Гојковић, ur. 29 stycznia 1981 w Kotorze) – czarnogórski piłkarz wodny, medalista olimpijski.
Sportowiec trzykrotnie występował na igrzyskach olimpijskich, w 2004 w Atenach jako reprezentant Serbii i Czarnogóry (srebrny medal), oraz w 2008 w Pekinie i 2012 w Londynie w barwach Czarnogóry (czwarte miejsce). Zawodnik klubu PKV Jadran.